# Jos Hanniken
Joseph Octave Ghislain (Jos) Hanniken (Wierde, 28 mei 1912 – Oostende, 9 augustus 1998) was een Belgisch componist, muziekpedagoog, dirigent, bugelist, trompettist en tubaïst.

## Levensloop
Op twaalfjarige leeftijd speelde hij op de bugel/flügelhoorn mee in het blaasorkest van Ans, België. In 1933 ging hij als tubaïst na de Muziekkapel van het 9e Linie-Regiment in Brussel. Eveneens studeerde hij bij N. Nicolai (trompet) en Francis de Bourguignon (harmonieleer, contrapunt) aan de Muziekakademie in Anderlecht.
Van 1940 tot 1945 studeerde hij aan het Koninklijk Conservatorium te Brussel en behaalde in de vakken contrapunt bij Marcel Poot (1941) en fuga bij Jean Absil (1942) de diploma's met onderscheiding.
Hij hervatte zijn dienst bij de Muziekkapel van het 11e Linieregiment (1946) en werd nog in hetzelfde jaar onderkapelmeester bij het Muziekkorps van de 5e Brigade (1946). In 1949 was hij ook nog voor korte tijd onderkapelmeester bij het 1e Regiment der Belgische Gidsen. In 1949 werd hij tot dirigent van de Muziekkapel van de Zeemacht in Oostende benoemd. Tijdens zijn dirigentschap had hij grote belangstelling voor werken van Belgische componisten. Hij was tot 1963 dirigent van de Muziekkapel van de Zeemacht en ging als kapitein met pensioen.
Naast het componeren was hij nog dirigent van de Koninklijke Fanfare Sinte Cecilia Leffinge en de Koninklijke Harmonie "Ypriana", Ieper (1953-1963). Hanniken was ook voorzitter van de Muziekverbond West-Vlaanderen (1955-1961).
Na zijn pensionering schrijft hij verder vooral werken voor harmonie- en fanfareorkesten.

## Composities

### Werken voor orkest
- 1953: Symfonie in drie bewegingen
- Capriccio pour Clarinette et Orchestre
- Tweede Suite, voor orkest - (vierde prijs in een SABAM-wedstrijd)

### Werken voor harmonie- en fanfareorkest
- 1950: Boule de Feu (Vuurbol), symfonisch gedicht voor harmonieorkest, op. 11[1]
- 1952: Suite enfantine (Kindersuite), symfonisch gedicht, opus 16 (in 1952 bekroond met de tweede prijs in een wedstrijd ingericht door de stad Luik i.s.m. Studio Liège)
  1. La Marche des Petits Marins
  2. Babbilage
  3. Les Pitres
- 1955: De ouwe Kapitän, symfonisch gedicht, opus 20
- Défilé des Cols Bleus
- Derde aan de Koning, suite
- Fanfarmonie Nr. 1
- Fanfarmonie Nr. 2
- Les Vétérans du Roi Albert I.
- Scaldiana Nr. 1 de Schelde, levensader, symfonisch gedicht
- Terug aan Wal, suite
- Vier Inventions

### Kamermuziek
- Capriccio, voor klarinet en piano, opus 14
- Blues and Scherzo, voor vier saxofoons